# Свети Георги (Курбиново)
Вижте пояснителната страница за други значения на Свети Георги.
„Свети Георги“ (на македонска литературна норма: „Свети Ѓорѓи“) е средновековна православна църква в Курбиново, община Ресен, Северна Македония. Със запазените си висококачествени стенописи църквата е от голямо значение за културно-историческото наследство в Югозападна Македония.

## Местоположение
Църквата отстои на около 3 километра северно от Курбиново, в близост до Преспанското езеро. Според надписа с гръцка сигнатура на северната страна в олтарното пространство църквата е издигната и изписана в 1191/1192 година.

## Архитектура
Църквата представлява скромна еднокорабна сграда с полукръгла апсида. Размерите му са 15 на 7 m. Изградена е от ломен камък. В миналото храмът е преживявал повреди, вероятно от пожар, след който е бил напълно изоставен. В XIX век църквата в Курбиново е обновена, а в първите десетилетия на XX век е направен дървен таван, проповедалница, притвор и са иззидани северния и южния вход с двата прозореца. В средата на ХХ век е открит надпис, според който стенописите са от 1191/1192 година.

## Стенописи
Основната забележителност на църквата е живописта, дело на двама или трима иконописци. Заедно с тази в „Свети Пантелеймон“ в Горно Нерези, курбиновската живопис представлява най-яркият пример за Комниновия стил в Македония. Стилът напомня стенописите от същото време и школа в църквата „Свети Безсребреници“ в Костур.
На западната фасада се виждат остатъци на стенописи с изображения на женски и мъжки образи в цял ръст, облечени в царски облекла, како и фигура на църковен йерарх. Най-вероятно става дума за хората, които са изградили първоначалната църквичка. Живописта в интериора на църквата е поделена в три зони. Рисунъкът е експресивен, динамичен, придаващ живост и раздвиженост на фигурите. Характерно е изобразяването на драпериите, които са бароково разиграни с много набори. На стенописите са изрисувани сцени от живота на Исус Христос и Богородица.
В олтарната апсида е изобразена композицията Благовещение, с която църквата става известна и влиза сред най-високите постижения на византийската живопис. От нея изтъква образът на Архангел Гаврил, който се превръща в символ на църквата в Курбиново и е изобразен на банкнотата от 50 денара на Народната банка на Северна Македония. Интересни и редки са и изображенията на Исус Христос и патрона на църквата, Свети Георги от северния и южния зид, с монументална величина.
От стенописите изпъкват още портретите на Ана с щерка ѝ Мария в долната зона на южния зид от наоса, както и портретите на светите братя Кирил и Методий в олтарното пространство. Изображението на Методий е най-старият му портрет в славяновизантийския свят. На противоположната страна е фигурата на Климент Охридски. Кирил е представен заедно с Кирил Александрийски, чието име е приел в монашеството, а свети Климент Охридски е заедно с Климент Римски. В гръцките сигнатури към образите на славянските първоучители е добавено „учители на българите“ (διδάσκαλος (τῶν) Βουλγάρων).